# Yanina Latorre
Yanina Arruza (Buenos Aires, 24 de marzo de 1969), conocida como Yanina Latorre, es una contadora pública, conductora y periodista de espectáculos argentina. Se hizo popularmente conocida por su participación en el panel de LAM, conducido por Ángel de Brito, cuya labor fue reconocida con dos nominaciones al premio Martín Fierro como mejor panelista.

## Vida personal
Yanina Arruza nació el 24 de marzo de 1969 en Buenos Aires. Es hija de Alfredo Enrique Arruza (1941-2012), empleado bancario, y Dora Paulina Caamaño (1940), descendiente de inmigrantes gallegos.  Tiene una hermana menor llamada Maite (1971). Se crio en el barrio de Belgrano, y fue alumna del Colegio Esclavas del Sagrado Corazón de Jesús.
Estudió ciencias económicas en la Universidad de Belgrano, donde se graduó de contadora pública nacional y licenciada en administración de empresas. Durante su estadio universitario, conoció al entonces futbolista Diego Latorre, con quien se casó en Tenerife en 1994, y en Buenos Aires en 1997. En 2001, nació su hija Lola, y en 2003, su hijo Diego.
En julio de 2017, el matrimonio Latorre atravesó una fuerte crisis producto de una filtración de mensajes de infidelidad entre Diego y Natacha Jaitt. 

## Carrera profesional
Yanina Latorre apareció en el ojo público cuando creó su cuenta de Twitter en noviembre de 2009, donde filtraba información y opinaba sobre la farándula argentina por ser la esposa de Diego Latorre. Entre su círculo social estaba Cristina Pérez, quien la invitó en 2011 a hacer una columna costumbrista de humor en su programa Cristina en el país de las maravillas en Radio del Plata. Su primer trabajo en televisión fue en 2012, en el programa Antes que sea tarde conducido por Guillermo López en América.
Poco a poco fue escalando en el mundo del espectáculo, y en 2013 se unió al staff de Lanata sin filtro en Radio Mitre con Jorge Lanata. En 2014, llegó al programa Ponele la firma conducido por Marcelo Polino. Ese mismo año participó del Bailando junto a Jorge Moliniers, siendo la cuarta eliminada al teléfono frente a la actriz María Eugenia Ritó. En 2015 formó parte del panel de debate de Gran Hermano 2015, conducido por Pamela David.
En 2016, renunció al programa radial de Lanata para incorporarse en mayo al nuevo programa de Ángel de Brito, Los ángeles de la mañana. En su rol de panelista, Yanina adquirió un estilo característico para informar sobre la farándula, generando sentimientos de amor-odio por parte de las celebridades y del público en general.
En 2017, volvió a ser participante del Bailando con Carlos Bernal, quedando eliminada décimo lugar frente a Micaela Viciconte. Al año siguiente fue convocada para participar en el panel de Los especialistas del show, programa teleférico del Bailando 2018 conducido por Polino y María del Cerro.
Durante la pandemia de COVID-19, Yanina comenzó a mostrarse muy activa en sus historias de Instagram, donde se mostraba muy crítica de la situación; lo que la llevó un día a realizar vivos para interactuar con sus seguidores, junto a Lizardo Ponce.
La actividad de Yanina Latorre en sus redes llegó a niveles impensados para ella; tanto que sus seguidores la esperaban día a día a la salida de los estudios de Los ángeles de la mañana y de Ponele la firma.
En diciembre de 2021, Los ángeles de la mañana se despide de eltrece. Sin embargo, en febrero de 2022, Ángel de Brito anunció que LAM regresaría a la pantalla con nuevo formato; luego se confirmaría que el programa desembarcaría en América y Yanina Latorre nuevamente formaría parte del staff de panelistas.
El 1 de mayo de 2023, Yanina debutó como conductora de radio de su programa #Yanina1079 en El Observador 107.9. El 29 de abril de 2024, dio inicio Bondi, un nuevo proyecto de streaming de Mandarina Contenidos, donde Yanina y Diego tienen su programa llamado No tienen solución los días lunes junto a Darío Orsi y Sol Gaschetto.
El 17 de marzo de 2025, debutó como conductora de su propio programa televisivo Sálvese quien pueda por la pantalla de América.

## Trayectoria

### Radio
| Año           | Programa                              | Emisora          | Rol        |
| ------------- | ------------------------------------- | ---------------- | ---------- |
| 2011-2012     | Cristina en el país de las maravillas | Radio del Plata  | Columnista |
| 2012, 2014    |                                       |                  | Columnista |
| Dicho y hecho | Radio 10                              |                  | Columnista |
| 2013          | Radio 10                              | Mañana Sylvestre | Columnista |
| 2013-2016     | Lanata sin filtro                     | Radio Mitre      | Columnista |
| 2017-2022     | Polino auténtico                      | Radio Mitre      | Columnista |
| 2023-presente | #Yanina1079                           | El Observador    | Conductora |

### Televisión
| Año           | Programa                     | Canal    | Rol                          |
| ------------- | ---------------------------- | -------- | ---------------------------- |
| 2012          | Antes que sea tarde          | América  | Panelista                    |
| 2013          | Más Viviana                  | El Nueve | Panelista                    |
| 2013          | Implacables                  | El Nueve | Panelista                    |
| 2014          | Bailando 2014                | El Trece | Participante; 4.ª eliminada  |
| 2014–2017     | Ponele la firma              | América  | Panelista                    |
| 2015          | Gran Hermano 2015: El debate | América  | Panelista                    |
| 2016–2021     | Los ángeles de la mañana     | El Trece | Panelista                    |
| 2017          | Bailando 2017                | El Trece | Participante; 10.ª eliminada |
| 2018          | Los especialistas del show   | El Trece | Panelista                    |
| 2018          | Bailando 2018                | El Trece | Participante invitada        |
| 2021          | Showmatch, la academia       | El Trece | Jurado de reemplazo          |
| 2022-presente | LAM                          | América  | Panelista                    |
| 2025-presente | Sálvese quien pueda          | América  | Conductora                   |

| Año  | Programa     | Canal   | Rol            | Notas |
| ---- | ------------ | ------- | -------------- | ----- |
| 2013 | Los Grimaldi | Canal 9 | Abogada Yanina | Cameo |

### Streaming
| Año  | Programa           | Ciclo | Rol        | Notas    |
| ---- | ------------------ | ----- | ---------- | -------- |
| 2020 | Hashtag en vivo    | —     | Ella misma | Especial |
| 2024 | No tienen solución | Bondi | Conductora |          |

### Videoclips
| Año  | Artista(s)            | Video         | Rol                      |
| ---- | --------------------- | ------------- | ------------------------ |
| 2020 | Florencia Peña        | Qué actitud   | Voz en off               |
| 2023 | El Polaco y Banda XXI | Tututu tatata | Conductora de televisión |

### Teatro
| Año       | Obra    | Notas           |
| --------- | ------- | --------------- |
| 2013-2014 | Insanas | Paseo La Plaza. |

### Publicidad
| Año  | Marca          | Producto        |
| ---- | -------------- | --------------- |
| 2025 | Agarol Pür     | Laxante         |
| 2025 | Personal Fibra | Red de internet |

## Premios y nominaciones
| Año  | Premio                      | Categoría/Labor                     | Nominada por                             | Resultado | Ref.          |
| ---- | --------------------------- | ----------------------------------- | ---------------------------------------- | --------- | ------------- |
| 2015 | Martín Fierro de Radio      | Columnista de espectáculos          | Lanata sin filtro                        | Nominada  | [ 20 ]        |
| 2016 | Tato                        | Panelista                           | Los ángeles de la mañana Ponele la firma | Nominada  | [ 21 ]        |
| 2017 | Notirey                     | Panelista                           | Los ángeles de la mañana                 | Nominada  |               |
| 2018 | Los Más Clickeados          | Los más clickeados                  | Ella misma                               | Ganadora  | [ 22 ]        |
| 2019 | Martín Fierro de Radio      | Columnista de espectáculos          | Polino auténtico                         | Nominada  | [ 23 ]        |
| 2019 | Los Más Clickeados          | Los más clickeados                  | Ella misma                               | Ganadora  | [ 24 ]        |
| 2021 | Martín Fierro de Televisión | Panelista                           | Los ángeles de la mañana                 | Nominada  | [ 25 ]        |
| 2023 | Martín Fierro de Televisión | Panelista                           | LAM                                      | Nominada  | [ 26 ]        |
| 2023 | Martín Fierro de la Moda    | Panelista femenina con mejor estilo | LAM                                      | Ganadora  | [ 27 ]        |
| 2024 | Martín Fierro de Radio      | Columnista de espectáculos          | #Yanina1079                              | Renunció  | [ 28 ] [ 29 ] |
| 2024 | Martín Fierro de la Moda    | Panelista femenina con mejor estilo | LAM                                      | Ganadora  | [ 30 ]        |